# أحمد أحمد (ممثل)
أحمد أحمد (27 يونيو 1970 -) هو ممثل وفنان كوميدي مصري - أمريكي.

## الحياة المهنية
أحمد أحمد انتقل للعيش في «هوليوود» في سن الـ 19 لامتهان التمثيل والستاند-أب كوميدي، ومنذ ذلك الحين وهو يعمل بهذا المجال.
لقد ظهر في العديد من الأفلام والبرامج التليفزيونية مثل "Executive Decision, Swingers, Tracey Takes On, Roseanne, JAG, Tough Crowd with Colin Quinn on على قناة Comedy Central وفي برنامج Punk'd مع (آشتون كوتشر) على MTV. بعد ذلك سخِرَ من دوره في فيلم Executive Decision في إحدى حلقات الستاند-أب كوميدي الشهيرة Axis of Evil Comedy Tour. سبق وظهر على قناة "سي ان ان" الإخبارية، والمسلسل الأمريكي "The View" وإذاعة "National Public Radio"، كذلك ظهر على غلاف مجلة "The Wall Street Journal" ومجلة "Newsweek" في كانون الأول/ديسمبر 2001. ظهر أيضاً على قناة "بي بي اس" الوثائقية في "America at a Crossroads" وحلقات "STAND UP: Muslim American Comics Come of Age" وحلقة عن المسلمين الأمريكيين الكوميديين.
أحمد هو مؤدٍ معتاد في The Comedy Store في «هوليوود» وييسافر لتقديم عروضه في شتى أركان الولايات المتحدة وأوروبا. فاز بجائزة Richard Pryor Award السنوية الأولى عن الكوميديا العرقية في مهرجان Edinburgh Festival في اسكتلندا في صيف 2004. حالياً أحمد معAxis of Evil Comedy Tour. كما كان ضيفاً بارزاً في Axis of Justice وهي حفلة موسيقية لموسيقى الروك والهيفي ميتال والتي غرضها مساندة العدالة للمجتمع.

## حياته الشخصية
وُلِدَ أحمد أحمد في منطقة حلوان جنوب القاهرة بمصر، أتى هو وأسرته إلى الولايات المتحدة عندما كان في سن الثالثة ونشأ في مدينة «ريفيرسايد» بولاية «كاليفورنيا». يقول أحمد أنه يحب أن يقلد والديه ومحمد علي كلاي وميتزي شور وفينيس فوغن.
بعد أحداث 11 أيلول/سبتمبر، وخلال العام 2004، قام أحمد أحمد والفنان الكوميدي (رابي بوب آلبر) بجولات في الولايات المتحدة بتقديم عرضهم الخاص من ابتكارهم "One Arab, One Jew, One Stage" أو «عربيٌّ ويهوديٌّ ومسرحٌ» لخلق تجانس بين الطائفتين والكرامة الإنساسية الأساسية.

## أعماله
- دار الحي، 2009